# Braunschweig
Braunschweig (ældre dansk navn Brunsvig efter plattysk Brunswiek) er en by med 177089 indbyggere (2018-12-31), i den tyske delstat Niedersachsen. Den ligger nord for Harzen på det højestliggende sted på Okerfloden, der kan sejles til. Der er forbindelse til Nordsøen via floderne Aller og Weser.
Byen har givet navn til kagen brunsviger.

## Personligheder
- Carl Friedrich Gauss
- Wilhelm Raabe